# Julia Buchner
Pour les articles homonymes, voir Buchner.
Julia Buchner (née en 1992 ) est une chanteuse autrichienne.

## Biographie
Julia Buchner va à l'école et apprend la musique à Niedernsill et à Zell am See puis au gymnasium de Bad Hofgastein, elle apprend à jouer de la flûte à bec, de la guitare, du saxophone et du piano. Elle suit une formation de pédagogue d'école maternelle.
En 2014, elle participe au télé-crochet Herz von Österreich sur Puls 4, où elle termine quatrième. Elle fait son entrée dans les meilleures ventes en Autriche en reprenant la chanson Stumme Signale de Claudia Jung. Son premier album Sternentanz sort en juillet 2015.
En 2015, elle participe au festival Starnacht organisé par l'ORF. En août 2016, elle est présente dans l'émission Immer wieder sonntags sur SWR.

## Discographie
Album
- Sternentanz (2015)

Singles
- Spieglein (2013)
- Stumme Signale (2014)
- Mitten im Feuer (2014)
- Boom Boom (2015)
- Für immer und jetzt (2017)

## Source de la traduction
- (de) Cet article est partiellement ou en totalité issu de l’article de Wikipédia en allemand intitulé « Julia Buchner » (voir la liste des auteurs).